# 日本战后经济奇迹

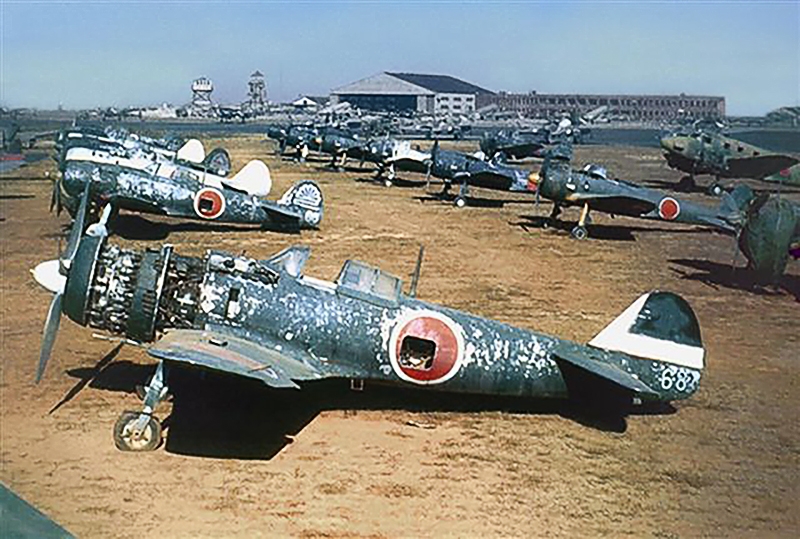
日本戰後航空工業技術基礎仍在

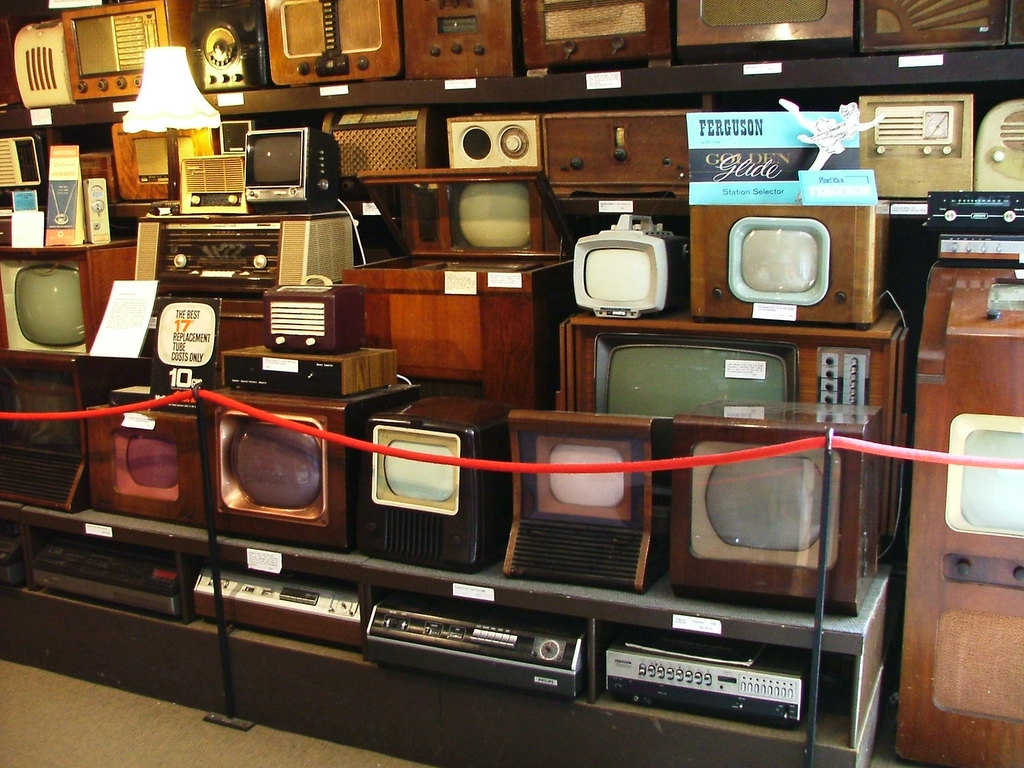
神武景气時代日本生產的電視

二战后日本经济经历了高速的增长时期，称为日本战后经济奇迹。1968年，日本成為全球第二大經濟體。

## 背景
二战后，世界迎来了冷战时期，日本作为美国抵御苏联影响的桥头堡，因此受到了美国极大的经济援助，又加上朝鲜战争的爆发以及日本戰後的重建和更新需求使日本重工业复苏，加上沒有養軍隊的束縛（《日本國憲法》第九條），这些都开启了经济奇迹的大门。日本经济的特色包括：合作厂商、供应商、经销商与银行紧密相连成一个团体，因而这个团体被称为财阀。财阀往往与政府有着良好的关系。公司与工厂裏强大的工会和终身雇用制度保证了员工的利益。那些刺激经济的政策通过通商產業省出台。

## 美国的援助
二战之后，通货膨胀和失业导致日本经济的全面崩溃。为了稳定日本的局势，在美国政府的主持下，盟軍最高司令官總司令部（GHQ）在日本的经济复苏发挥了至关重要的作用：GHQ官员认为，经济发展不仅可以防止日本再次出现军国主义，并且可以防止共产主义。1950年，由于朝鲜战争的爆发，日本成为美军军需生产和维修的基地，美国政府支付巨额的特殊采购，这些特殊采购占当年日本出口贸易的27%。美国还帮助日本加入了关税及贸易总协定（GATT），尽管英国强烈反对。

## 政府的贡献

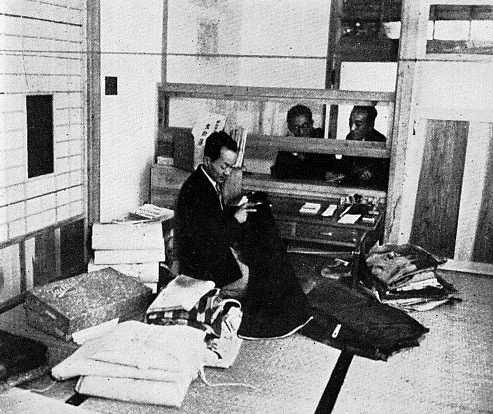
60年代的日本商店

1950年代后期，日本的经济完全恢复。1956年，日本政府制定“电力五年计划”，建立电力工业和用石油取代煤炭，由此带来的良好影响带动了耐久財消费，出现战后第一次经济发展高潮，时称神武景气。
1958年后，日本政府开始引导企业生产如汽车、电视等家用电器和钢铁，出现了第二次经济发展高潮，称为岩户景气。

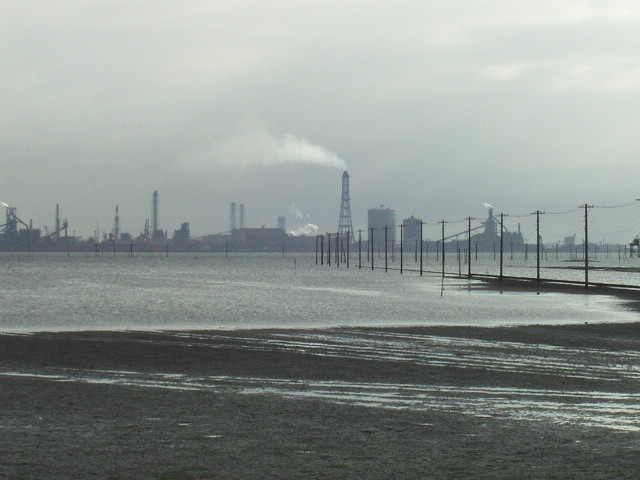
新日本製鐵位於千葉縣的煉鋼廠，60年代日本礦金屬相關業達到單年25%的成長

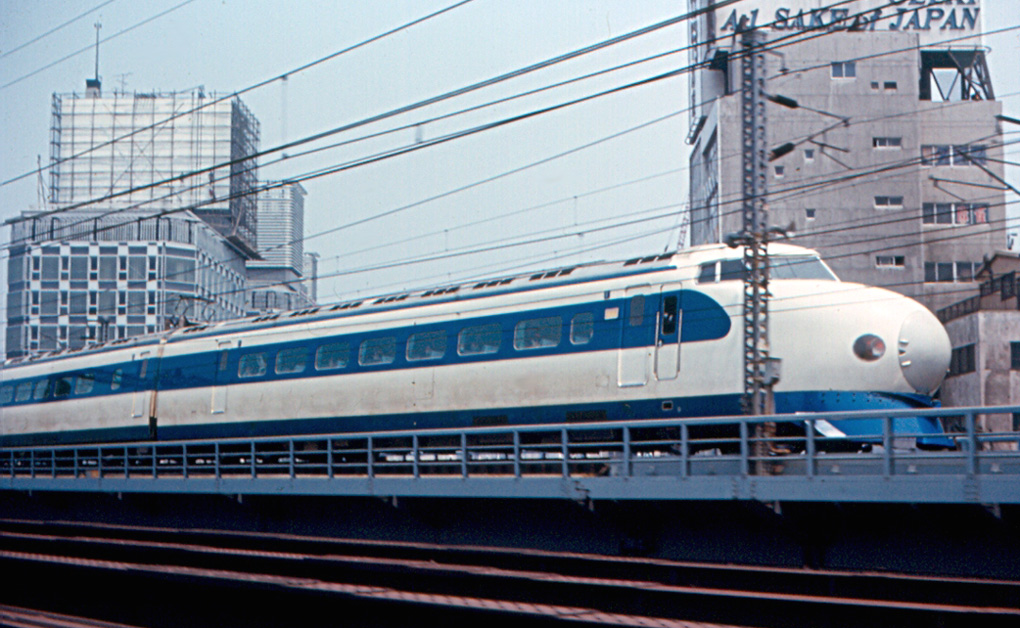
東海道新幹線1964年开通

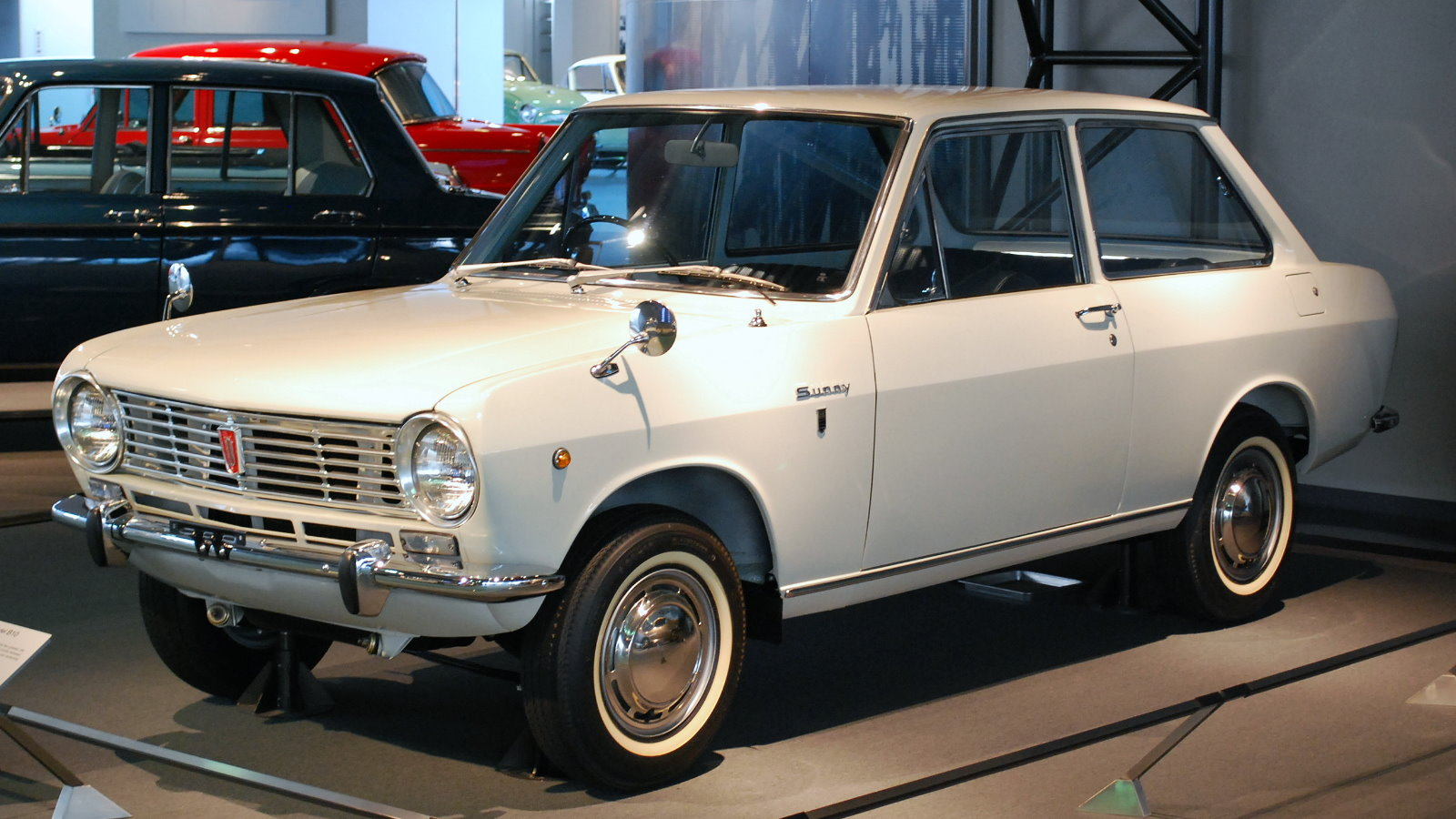
日產B10系低價大眾車於60年代快速進入家庭，成為中產階級象徵

当日本申办成功1964年夏季奥林匹克运动会后，日本政府耗资达30亿美元，用作兴建运动场馆，以及修建相关配套如交通设施及供水系统。日本为了东京奥运的直接场馆投资为295亿日元，间接投资（公路、地下铁等交通建设，上下水道铺建等）则达9,600亿日元。房地产市场迅速发展，再一次拉动了经济，时称奥运会景气。
但奥运会结束后日本经济出现了放缓，于是日本政府决定发行战后的第一次建设国债刺激经济。在这期间，有不少大企业合并，同时私家车和彩色电视快速普及，国民的所得水平快速提高，时称伊奘諾景氣。
1960年代日本首相池田勇人提出了國民所得倍增計劃，10年的时间让日本的国民生产总值增加到26兆日圆，但实际的经济成长远超过预期：仅六年的时间，国民平均所得就达到了倍增的计划。日本政府制定法规保护私营部门，有效地管理经济危机和扩大贸易。